# Episodi di Power Rangers Dino Charge (prima stagione)
La prima stagione della serie televisiva Power Rangers Dino Charge è composta da 22 episodi, andati in onda negli Stati Uniti dal 7 febbraio al 12 dicembre 2015 e in Italia a partire dal 28 settembre 2015.
| nº | Titolo originale               | Titolo italiano                        | Prima TV USA      | Prima TV Italia   |
| -- | ------------------------------ | -------------------------------------- | ----------------- | ----------------- |
| 1  | Powers from the Past           | Poteri dal passato                     | 7 febbraio 2015   | 28 settembre 2015 |
| 2  | Past, Present and Fusion       | Passato, presente e fusione            | 14 febbraio 2015  |                   |
| 3  | A Fool's Hour                  | L'uomo delle caverne                   | 21 febbraio 2015  |                   |
| 4  | Return of the Caveman          | Il ritorno dell'uomo delle caverne     | 28 febbraio 2015  |                   |
| 5  | Breaking Black                 | Che succede, Chase...                  | 7 marzo 2015      |                   |
| 6  | The Tooth Hurts                | La torta avvelenata                    | 14 marzo 2015     |                   |
| 7  | Let Sleeping Zords Lie         | Non svegliare gli Zords che dormono    | 21 marzo 2015     |                   |
| 8  | Double Ranger, Double Danger   | L'attacco dei Rangers cloni            | 4 aprile 2015     |                   |
| 9  | When Logic Fails               | Scaccomatto!                           | 22 agosto 2015    |                   |
| 10 | The Royal Rangers              | Sua maestà il Ranger                   | 29 agosto 2015    |                   |
| 11 | Break Out                      | Il prigioniero                         | 12 settembre 2015 |                   |
| 12 | Knight After Knights           | Il cavaliere medioevale                | 19 settembre 2015 |                   |
| 13 | Sync or Swim                   | Una bomba nel parco                    | 3 ottobre 2015    |                   |
| 14 | True Black                     | Cuore nero                             | 10 ottobre 2015   |                   |
| 15 | Rise of a Ranger               | Nascita di un Ranger                   | 24 ottobre 2015   |                   |
| 16 | No Matter How You Slice It     | Il mostro taglia amicizia              | 7 novembre 2015   |                   |
| 17 | World Famous! (In New Zealand) | L'energemma viola                      | 14 novembre 2015  |                   |
| 18 | Deep Down Under                | Un dinosauro vivente                   | 21 novembre 2015  |                   |
| 19 | Wishing for a Hero             | In cerca di un eroe                    | 28 novembre 2015  |                   |
| 20 | One More Energem               | La fine degli alieni?                  | 12 dicembre 2015  |                   |
| 21 | The Ghostest with the Mostest  | La festa di Halloween (Speciale)       | 17 ottobre 2015   |                   |
| 22 | Race to Rescue Christmas       | Il computer di Babbo Natale (Speciale) | 5 dicembre 2015   |                   |

## Poteri dal passato
- Titolo originale: Powers from the Past
- Diretto da: Jonathan Brough
- Scritto da: Judd Lynn

### Trama
Milioni di anni fa l'alieno Keeper affidò dei potentissimi artefatti, le Energemme, a dieci dinosauri per proteggerle dal malvagio Sledge. Ai giorni nostri i giovani Tyler Navarro e Shelby Watkins trovano le Energemme Rossa e Rosa e si trasformano in Power Ranger per combattere il malvagio mostro Iceage inviato da Sledge.

## Passato, presente e fusione
- Titolo originale: Past, Present and Fusion
- Diretto da: Jonathan Brough
- Scritto da: Judd Lynn

### Trama
Riley Griffin, Chase Randall e Koda si trasformano in Power Ranger Green, Black e Blue per aiutare Tyler e Shelby a combattere Iceage; Tyler invoca il T-Rex Zord. Kendall Morgan, il capo di Shelby al museo dei dinosauri di Amber Beach, svela di essere a conoscenza delle Energemme e di Keeper, e comincia a insegnare loro come combattere le forze malvagie di Sledge con i Power Ranger Dino Charge.

## L'uomo delle caverne
- Titolo originale: A Fool's Hour
- Diretto da: Charlie Haskell
- Scritto da: Judd Lynn

### Trama
Sledge arriva sulla Terra per affrontare Keeper e i Ranger. Il piano dei Ranger di combattere Sledge viene infranto quando Tyler si scontra con Fury per conto suo. I Ranger devono imparare il lavoro di squadra per sconfiggere un mostro chiamato Scrapper.
- Nota: Prima apparizione del Dino Steel corazzato e del Megazord Dino Charge.

## Il ritorno dell'uomo delle caverne
- Titolo originale: Return of the Caveman
- Diretto da: Jonathan Brough
- Scritto da: Judd Lynn

### Trama
Chase e Koda sono intrappolati in una caverna da Slammer, uno dei mostri di Sledge. Koda deve fare affidamento sui suoi istinti da uomo delle caverne per salvare sé stesso, Chase e un giovane ragazzo chiamato Peter. Nel frattempo i Ranger ottengono nuovi Dino Cycle e Riley guadagna l'uso del Raptor Zord.

## Che succede, Chase...
- Titolo originale: Breaking Black
- Diretto da: Charlie Haskell
- Scritto da: Judd Lynn, Jeffrey Newman, Peter Wiseman

### Trama
Una chiromante Maori, chiamata Moana, chiede aiuto a Chase per sorvegliare il suo negozio in vista di un potenziale ladro, ma Chase fallisce sotto l'incantesimo dell'ultimo mostro di Sledge, Spellbinder. I Ranger devono trovare un modo per aiutare Chase prima che venga completamente controllato.
- Nota: Primo utilizzo del Dino Spike; Chase guadagna l'uso del Para Zord.

## La torta avvelenata
- Titolo originale: The Tooth Hurts
- Diretto da: Mike Smith
- Scritto da: Judd Lynn, Jeffrey Newman, Peter Wiseman

### Trama
Riley, quando viene affrontato dal mostro chef conosciuto come Cavity, pensa che Chase non prenda la minaccia seriamente, ma impara presto che Chase ha semplicemente un approccio differente alle cose rispetto a lui.

## Non svegliare gli Zords che dormono
- Titolo originale: Let Sleeping Zords Lie
- Diretto da: Mike Smith
- Scritto da: Judd Lynn

### Trama
Quando il nuovo mostro di Sledge punge l'Ankylo Zord Shelby deve usare la sua conoscenza avanzata dei dinosauri per domare la bestia selvaggia e dimostrare a Kendall e i Ranger il suo valore per la squadra.

## L'attacco dei Rangers cloni
- Titolo originale: Double Ranger, Double Danger
- Diretto da: Mike Smith
- Scritto da: Judd Lynn, Tanya M. Wheeler, Peter Wiseman

### Trama
Quando i Ranger cloni, creati da un nuovo mostro, rubano il dispositivo di tracciamento dei veri Ranger, Fury scopre la posizione del potente Ptera Zord.

## Scaccomatto!
- Titolo originale: When Logic Fails
- Diretto da: Charlie Haskell
- Scritto da: Judd Lynn

### Trama
Puzzler, aiutato da Fury, cattura i Dino Charge Ranger. La mente logica di Riley li aiuta a liberarsi, ma il contrattempo ha concesso a Fury tempo utile per rintracciare lo Ptera Zord.

## Sua maestà il Ranger
- Titolo originale: The Royal Rangers
- Diretto da: Charlie Haskell
- Scritto da: Judd Lynn

### Trama
Il museo riceve una spedizione per una mostra speciale chiamata "La Pietra di Zandar", che si rivela essere l'Energemma Oro. I Ranger ingannano quindi Fury, inducendolo a pensare che l'Energemma al collo della principessa Shelby di Zandar, apparsa con il suo principe Tyler, sia la vera Energemma Oro. Alla fine Tyler combatte Fury, e, mentre sta per finirlo, fa una scioccante scoperta riguardo all'energia che Fury ha intrappolato dentro di sé.

## Il prigioniero
- Titolo originale: Break Out
- Diretto da: Charlie Haskell
- Scritto da: Judd Lynn

### Trama
Il principe di Zandar, Phillip III, si reca ad Amber Beach per reclamare i tesori della nazione, indignato dal fatto che Tyler e Shelby abbiano preso il suo posto. Si impossessa dell'Energemma Oro, dando a Fury la possibilità di rubargliela. Ma, prima che possa usarla per alimentare lo Ptera Zord, i Ranger lo fermano. Lo spirito al suo interno riesce a fuggire, e si scopre essere Sir Ivan, il cavaliere che la trovò ottocento anni prima. Ivan usa l'Energemma per diventare il Gold Ranger e prendere il controllo dello Ptera Charge Megazord.

## Il cavaliere medioevale
- Titolo originale: Knight After Knights
- Diretto da: Peter Salmon
- Scritto da: Jeffrey Newman, Judd Lynn

### Trama
I Ranger devono dare prova del loro valore per convincere il loro ultimo alleato, il Gold Ranger. Scoprono di non avere la forza di volontà per farlo quando uno dei mostri di Sledge ruba il loro coraggio.

## Una bomba nel parco
- Titolo originale: Sync or Swim
- Diretto da: Peter Salmon
- Scritto da: James W. Bates, Judd Lynn

### Trama
I Power Ranger devono sbarazzarsi di una bomba che uno dei mostri di Sledge ha piazzato. Ivan e Tyler si mettono all'opera per uccidere il mostro.

## Cuore nero
- Titolo originale: True Black
- Diretto da: Peter Salmon
- Scritto da: Mark Litton, Judd Lynn

### Trama
Chase prende in giro Shelby per una pop band che vuole vedere in Nuova Zelanda, ma sono richiamati all'azione quando l'attacco di un mostro seppellisce tre Ranger sottoterra. Chase usa la Black Armor X per completare la missione.

## Nascita di un Ranger
- Titolo originale: Rise of a Ranger
- Diretto da: Mike Smith
- Scritto da: Mark Litton, Judd Lynn

### Trama
Il principe Philip trova l'Energemma Grafite, che tuttavia non crea un legame con lui, nonostante i suoi migliori tentativi. Dopo averci provato diverse volte passa la gemma ai Ranger, che però vengono attaccati da Fury. Dopo avere salvato la sorella di Chase l'Energemma riesce infine a legare con lui, che, con il Pachy Zord, sconfigge il Vivizord gigante.

## Il mostro taglia amicizia
- Titolo originale: No Matter How You Slice It
- Diretto da: Mike Smith
- Scritto da: Judd Lynn, Jeffrey Newman

### Trama
Riley e Koda devono collaborare per sconfiggere un mostro che rovina il legame d'amicizia dei Power Ranger.

## L'energemma viola
- Titolo originale: World Famous! (In New Zealand)
- Diretto da: Mike Smith
- Scritto da: Becca Barnes, Judd Lynn

### Trama
Dopo avere rintracciato le attività di Sledge a Auckland, in Nuova Zelanda, i Power Ranger incontrano un nuovo Ranger.

## Un dinosauro vivente
- Titolo originale: Deep Down Under
- Diretto da: Peter Salmon
- Scritto da: Becca Barnes, Judd Lynn

### Trama
I Ranger cercano di trovare il Plesio Zord prima che Sledge riesca a distruggerlo.

## In cerca di un eroe
- Titolo originale: Wishing for a Hero
- Diretto da: Peter Salmon
- Scritto da: Judd Lynn

### Trama
I Ranger cercano di trovare un eroe che riesca a instaurare un legame con l'Energemma Viola. Nel frattempo Sledge invia un nuovo mostro per ingannarli, che realizza i loro desideri con conseguenza disastrose.

## La fine degli alieni?
- Titolo originale: One More Energem
- Diretto da: Peter Salmon
- Scritto da: Becca Barnes, Judd Lynn

### Trama
Con Sledge in possesso di due Energemme i Ranger e Kendall devono andare a combattere sulla sua nave per salvare il mondo.

## La festa di Halloween
- Titolo originale: The Ghostest with the Mostest
- Diretto da: Charlie Haskell
- Scritto da: Judd Lynn, Mark Litton

### Trama
Quando un mostro rapisce un Ranger e assume il suo aspetto durante una festa di Halloween Kendall deve scoprire chi della squadra non è reale prima che le loro Energemme vengano rubate.
- Nota: Negli Stati Uniti l'episodio non è andato in onda in ordine cronologico, e il Pachy Zord è stato evocato verso la fine dell'episodio nonostante i Ranger non l'avessero ancora ottenuto o trovato l'Energemma Grafite.

## Il computer di Babbo Natale
- Titolo originale: Race to Rescue Christmas
- Diretto da: Charlie Haskell
- Scritto da: Mark Litton, Judd Lynn

### Trama
Quando Poisandra ruba il tablet di Babbo Natale spetta ai Ranger rimpossessarsene prima che il Natale venga cancellato.